# Monton (Maß)
Monton war ein Maß für Erzhaufen in Mexiko. Das Maß entsprach dem Fuder und war in den Erz-Schmelzhütten die zur sogenannten Amalgamation bereite Menge.
- Guanaxuato 1 Monton = 35 Quintal
- Real del Monte, Pachuca, Sultepec, Tasco 1 Monton = 30 Quintal = 3000 Libras
- Zacatecas, Sombrerete 1 Monton = 20 Quintal
- Fresnillo 1 Monton = 18 Quintal
- Bolanos 1 Monton = 15 Quintal
- Valenciana 1 Monton = 32 Quintal